# Georg Büchner

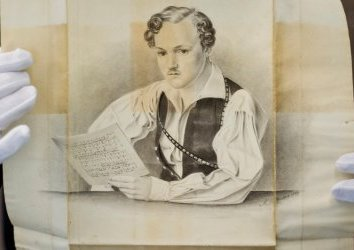
Jedna z podobizen Georga Büchnera

Karl Georg Büchner (17. října 1813 v Goddelau, Hesenské velkovévodství – 19. února 1837 v Curychu) byl německý, respektive hesenský spisovatel, lékař, vědec a revolucionář. Navzdory tomu, že stačil za svůj krátký život napsat pouze několik děl, patří k nejvýznamnějším spisovatelům tzv. doby předbřeznové (tj. doby před březnem 1848) a německé literatury vůbec.

## Život

### Dětství a dospívání
Georg Büchner byl nejstarší ze šesti dětí obvodního lékaře Ernsta Karla Büchnera a jeho ženy Louise Caroline Büchnerové, rozené Reußové. Všem se během života dostalo uznání:
- Mathilde Büchnerová (1815–1888)
- Wilhelm Ludwig Büchner (1816–1892), továrník a politik
- Luise Büchnerová (1821–1877), spisovatelka a bojovnice za zrovnoprávnění žen
- Ludwig Büchner (1824–1899), filozof a spisovatel
- Alexander Büchner (1827–1904), profesor historie literatury

V roce 1816 se rodina přestěhovala do Darmstadtu, kam otec nastoupil jako obvodní lékař. Od roku 1821 učila osmiletého Georga jeho matka, a to čtení, psaní a počítání. Přiblížila mu základy Bible a učila jej také mnoho lidových písní, které později hrály důležitou roli v jeho dílech. Díky své matce se seznámil s díly Friedricha Schillera, s jehož náhledem na svět se měl Büchner v průběhu života kriticky zaobírat.
Poněkud obtížný vztah měl naproti tomu Georg Büchner k otci. Ernst Büchner byl přesvědčený stoupenec Napoleona, a to proto, že ukončil revoluční bouře. Místo ve zdravotní radě získal svou vlastní pílí, a proto byl i ke svým dětem přísný.
Přestože se v gymnaziálním vysvědčení Georga Büchnera objevují dobré známky z latiny a řečtiny, nezajímal se příliš o tyto starověké jazyky. O to víc si vážil v té době ve školách zanedbávaných přírodních věd, až na matematiku, ve které vykazoval pouze podprůměrné snažení. Jednou si zapsal na okraj sešitu: „Živote! K čemu je třeba těch mrtvých hloupostí?“ Nejintenzivněji se věnoval historii, především historii Francouzské revoluce, která později našla uplatnění v jeho díle Dantonova smrt. Nejspíše v zimních měsících přelomu roku 1829/30, sepsal Büchner v rámci rétorického cvičení v hodině němčiny kompozici „Smrt čtyř set hrdinů z Pforzheimu“. Koncem září roku 1830 přednesl u příležitosti školní oslavy „Řeč na obranu Cata z Utiky“, jenž byl vášnivým zastáncem Římské republiky. Cato spáchal z lásky ke svobodě sebevraždu, přesněji proto, že podle něj byli lidé pod Césarovou vládou pouze otroky.

### Studium ve Štrasburku
9. listopadu 1831, ve věku 18 let, se Georg Büchner zapsal na fakultu medicíny na Štrasburské univerzitě, aby zde do roku 1833 studoval anatomii. Bydlel v domě evangelického faráře Johanna Jakoba Jaeglého, známého rodiny z matčiny strany, a seznámil se zde s jeho dcerou Vilemínou (Wilhelmine). V prosinci zažil ve Štrasburku příjezd poražených generálů polského povstání, které bylo potlačeno carskými oddíly. Tyto a další události popsal v listech rodičům. Büchner zastával čím dál častěji názor politické svobody. Jedním z takových případů byla jeho přednáška z 24. května 1832 o politických poměrech v Německu, pronesená před studentským spolkem.
Téhož roku se tajně zasnoubil s Vilemínou Jaeglé (1810-1880), které psal tzv. Fatální dopisy. V nich formuluje Büchner svůj program člověka jako „Subjektu“ dějin: Člověk nemůže aktivně zasáhnout do všepohlcujícího procesu dějin, nýbrž stává se pouhou hračkou, „pěnou na vlně“.
Roky strávené ve Štrasburku nazval později Büchner svými nejšťastnějšími, neboť ve Francii v době Červencové revoluce bylo politické klima mnohem otevřenější než v Darmstadtu. Není prokázané, zda byl členem francouzské Společnosti lidských práv, jisté však je, že mu byla předlohou pro společnost, kterou později založil.

### Univerzita Gießen

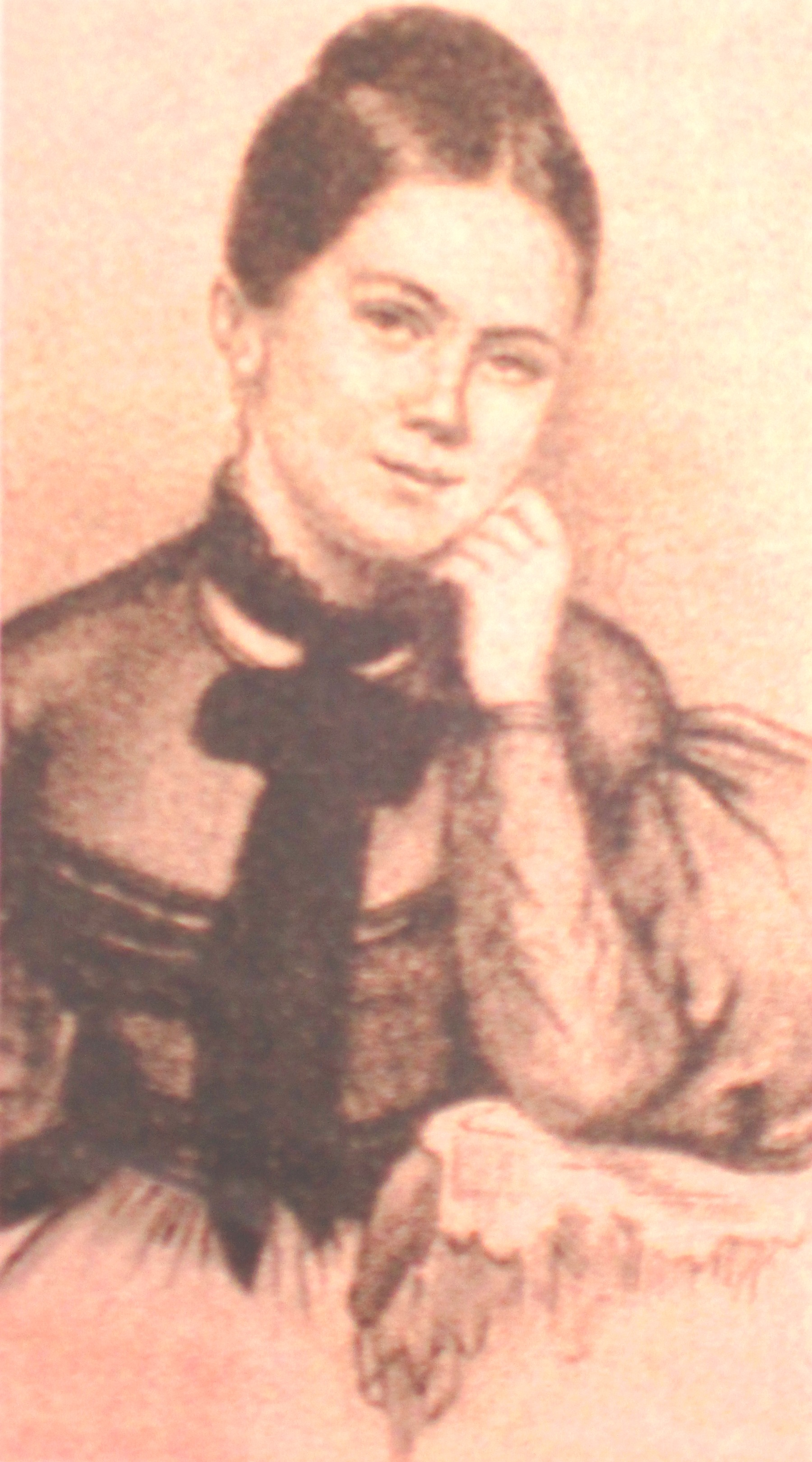
Wilhelmine 'Minna' Jaeglé (1810–1880), partnerka G. Büchnera

V listopadu 1833 přestoupil Georg Büchner na univerzitu v Gießenu, protože byly povoleny pouze dva roky studia v zahraničí (mimo Hesensko-Darmstadtsko). Zde v Hesenském velkovévodství bezprostředně zažil šikanu a násilnosti ve státě. Od této chvíle již nemohl událostem pouze přihlížet.
V tomto období začínají Büchnerovy zdravotní potíže. Nepoznamenal ho pouze odchod od jeho milé, ale především ho neuspokojovala celková situace. V porovnání se Štrasburkem mu učitelé v Gießenu neměli co nabídnout. Sice zde vyučoval Justus Liebig chemii, ale Büchner se zajímal pouze o filosofii a medicínu. Později mu byl jeden z jeho učitelů, doktor Johann Bernhard Wilbrand, předlohou k omezenému a nelidskému Doktorovi v dramatu Vojcek.
Ani se studenty nebyl spokojen. Sice se zde objevovaly opoziční snahy, ty však nebyly pro Büchnera dostatečně radikální. Krom toho kritizoval, že studenti nechtějí svůj spolek rozšiřovat. Büchner se přimlouval za to, aby byli přizváni i měšťané. Proto založil spolu s bývalými kamarády ze studií v Darmstadtu (kteří v té době stejně jako on studovali v Gießenu), dalšími studenty – mezi nimi August Becker a Friedrich Jacob Schütz – a několika řemeslníky tzv. „Společnost pro lidská práva“. Tato tajná organizace byla založena podle francouzského příkladu a za cíl si kladla převrat politických poměrů. Připojilo se však jen málo členů.
Již na počátku roku 1834 byl Büchner představen Friedrichu Ludwigu Weidigovi, vůdci opozice Hesensko-Darmstadtska. Docházelo však čím dál častěji k neshodám. Weidig se přikláněl k tomu, aby ve spolku byli také majetní liberálové, průmyslníci a obchodníci, protože jen tak byla prý šance realizovat revoluční myšlenky. Naproti tomu Büchner zastával názor, že hlavním problémem byla materiální nerovnost a chudoba lidí na venkově. A právě proto byl oponentem koalice s majetnými.
V červenci 1834 vyšel Posel hesenského venkova (Der Hessische Landbote), který sepsal Büchner v době pobytu v Badenburgu (Gießen) a který byl proti jeho vůli kompletně přepracován F.L.Weidigem. Jedná se o leták, který pod heslem „Mír chýším! Válku palácům!“ vybízel hesenské venkovany k revoluci proti útlaku. Weidig vyškrtl pasáže, které byly v konfliktu s názory liberálních spojenců, čímž vzal spisu podle Büchnera jeho základní záměr. I přes zmírnění Weidigovými škrty byl spis mnohými liberálními a průmyslovými odpůrci ostře kritizován. U venkovanů měl však úspěch, pročež byl v září 1834 vydán druhý náklad, jehož obsah však byl ještě více zmírněn členem Společnosti Leopoldem Eichelbergem. Spis se vyznačuje tím, že používá statistiky a tím jasně a přehledně ukázal venkovanům, že svými daněmi financují přemrštěné výdaje dvora. V srpnu byl Karl Minnigerode, jeden z členů Společnosti, chycen se 150 výtisky a uvězněn. 4. srpna byl na příkaz univerzity Büchnerův pokoj v jeho nepřítomnosti prohledán. Den poté byl Büchner vyslýchán, avšak ne uvězněn.

### Útěk do Štrasburku
Roku 1835 sepsal Büchner během pěti týdnů Dantonovu smrt (Dantons Tod) a poslal rukopis Karlu Gutzkowi s prosbou o rychlé publikování. Potřeboval totiž peníze na plánovaný útěk. Dantonova smrt popisuje ztroskotání Francouzské revoluce. V rozporu s historickým Dantonem, který neuspěl kvůli taktické chybě, rozpozná literární Danton už od začátku nesmyslnost svého počínání. Poté, co Georg Büchner nereagoval na obsílku friedberského vyšetřujícího soudce, byl na něj vystaven zatykač, a tak 9. března utekl přes Weißenburg do Štrasburku. Peníze na útěk však neměl z Dantonovy smrti, protože vyšetřování se vyostřila již před uzavřením dohody. Na poslední chvíli se svěřil Büchner své matce, která mu peníze dala. Jeho otec s ním po útěku sice přerušil veškeré kontakty, dovolil však matce, aby ho i nadále finančně podporovala.
Dantonova smrt byla publikována na konci července 1835. Ještě toho léta přeložil dvě dramata: Lucretia Borgia a Marie Tudorovna od Victora Huga. Na podzim se zabýval povídkou Lenz, ve které popisuje duševní utrpení spisovatele Jakoba Michaela Reinholda Lenze.
V zimě roku 1835 se věnoval znovu výzkumu. Zkoumal nervový systém ryb a následující rok dokončil svou disertaci „Pojednání o nervovém systému parmy obecné“. Na jaře představil svou práci během několika přednášek Společnosti pro přírodní vědu. Na základě toho byl přijat jako člen a práce byla společností publikována. V tomtéž období vznikla veselohra Leonce a Lena, se kterou se chtěl zúčastnit soutěže vyhlášené vydavatelstvím Cotta’sche Verlagsbuchhandlung. Zmeškal ale uzávěrku a rukopis obdržel zpět nepřečtený.

### Poslední měsíce v Curychu

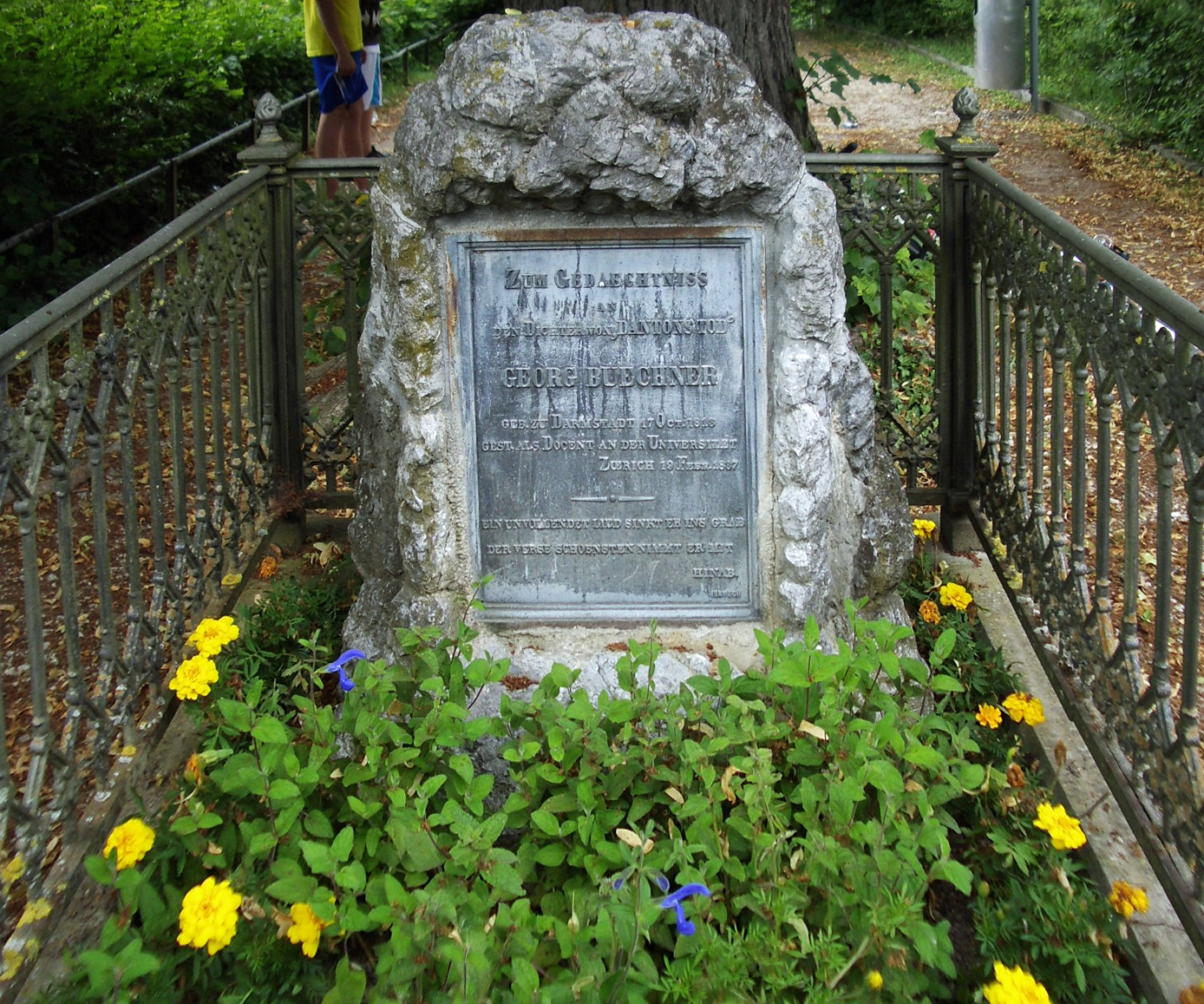
Hrob Georga Büchnera v Curychu

Koncem července 1836 předložil Büchner filozofické fakultě Univerzity Curych svou práci pod francouzským názvem: „Mémoire sur le systéme nerveux du barbeau“ (Cyprinus Barbus L.) a byl 3. září 1836 na základě posudku profesorů Lorenze Okena, Heinricha Rudolfa Schinze, Carla Löwiga a Oswalda Heera v nepřítomnosti jmenován doktorem filozofie. 18. října 1836 se přesunul do Curychu, 5. listopadu 1836 měl zkušební přednášku „O lebečních nervech“ a byl jmenován soukromým docentem. Jeho přednášku „Zootomické demonstrace“, během které vyučoval na základě vlastnoručně připravených preparátů anatomii ryb a obojživelníků, navštěvovalo jen málo studentů. Jeden z nich, August Lüning, na ně však ještě o 40 let později nadšeně vzpomínal.
Ještě ve Štrasburku, před přestěhováním do Curychu, začal Georg Büchner pracovat na Vojckovi. Náčrtky vzal s sebou do Švýcarska, dílo však zůstalo pouze ve fragmentech.
Na následující semestr plánoval Büchner další přednášku, ke které však již nedošlo. 2. února 1837 těžce onemocněl na tyfus, možná se nakazil při práci na svých preparátech. Jeho sousedi, němečtí uprchlíci Caroline a Wilhelm Schulzovi, se kterými se přátelil od doby, kdy opustil Štrasburk, se o něj starali a zpravili o situaci Vilemínu Jaeglé. Georg Büchner zemřel 19. února za přítomnosti své nevěsty a manželů Schulzových. Pohřben byl na městském hřbitově „Krautgarten“ v Curychu, na místě současného Domu umění. Rozloučit se s ním přišlo několik stovek lidí, krom jiných také kolegové z univerzity a oba curyšští starostové. Ostatky z původního hřbitova byly roku 1875 přemístěny na tzv. „Germaniahügel“ (Germánský vrch).

## Dílo
- Posel hesenského venkova („Der Hessische Landbote“), 1834 – protivládní leták
- Dantonova smrt („Dantons Tod“), 1835 – drama
- Lenz, 1835 – povídka
- Leonce a Lena („Leonce und Lena“), 1836 – veselohra
- Vojcek („Woyzeck“), 1837 – fragment dramatu
- Pietro Aretino – drama, ztraceno

### Překlady
- Lukrécie Borgia („Lucretia Borgia“), 1835 – překlad dramatu Victora Huga
- Marie Tudorovna („Maria Tudor“), 1835 – překlad dramatu Victora Huga

## Historie vydání
Čtrnáct let po smrti Georga Büchnera vydal jeho bratr Ludwig Spisy z pozůstalosti. Vojcek mezi nimi nebyl, krom jiného proto, že písmo bylo vybledlé a z větší části nečitelné. Rakouský spisovatel Karl Emil Franzos publikoval roku 1879 dílo Georg Büchner: Sebrané spisy a ručně psaná pozůstalost, čímž byl fragment poprvé v silně přepracované úpravě zpřístupněn veřejnosti. Na základě sporů Vilemíny Jaeglé a Büchnerových sourozenců o pozůstalost zveřejnil domněnku, že Büchnerova snoubenka zničila dílo Pietro Aretino z odporu k ateistickým tendencím díla. K tomu však neexistují žádné podklady. Ona sama uvedla, že získala zpět výhradně osobní korespondenci.

### Česká vydání
- Smrt Dantonova – ve zpracování a dramatické úpravě A. N. Tolstého z ruštiny přeložil Vincenc Červinka	; V Praze, Zora, 1922
- Básník Lenz – přeložil Miroslav Drápal, ilustrace Toyen; Praha, Jaroslav Podroužek, 1942
- Mír chýším! Válku palácům! – výbor z díla, překlad Rudolf Vápeník, novelu Lenz přeložil Pavel Eisner; Praha, Svoboda, 1950
- Leonce a Lena – Veselohra o 3 dějstvích, překlad a úprava Ludmila Kopečná a Zdeněk Dufek; Praha, ČDLJ, 1957

Drama Vojcek bylo do češtiny přeloženo a vydáno vícekrát vícekrát:
- Překlad Rudolf Vápeník, překlady a parafráze lidových písní Eduard Petiška]; Praha, Athos, 1947
- Dramatický přepis Jan Křemen; Praha,Ústřední dům lidové tvořivosti, 1957
- Překlad Ludvík Kundera; Praha , Dilia, 1963, 1986; Odeon 1987; Artur, 2006 (spolu s Leonce a Lena)

Vojcek byl česky inscenován vícekrát, jako činohra i jako opera Albana Berga (pod názvem Wozzek).